# Villagisation
La villagisation est la réinstallation (habituellement obligatoire) de personnes dans des villages désignés par les autorités gouvernementales ou militaires.

## Stratégie politique
La villagisation peut être utilisée comme une tactique par un gouvernement ou la puissance militaire pour faciliter le contrôle sur une population rurale auparavant dispersée soupçonnée d'abriter des éléments déloyaux ou rebelles. Les exemples comprennent le déplacement des Indiens vers les réserves aux États-Unis, l'ordonnance générale n° 11 de 1863 pendant la guerre de Sécession, le programme britannique des Nouveaux Villages destiné à vaincre les rebelles communistes pendant l'état d'urgence malais, le « programme hameau stratégique » des États-Unis pendant la guerre du Vietnam et la stratégie des « villages protégés » adoptée par la Rhodésie, l'Afrique du Sud, et l'Ouganda lors de la lutte contre des insurrections modernes.
Le gouvernement colonial britannique au Kenya a utilisé une approche similaire pour exercer son contrôle sur les membres des tribus Kikuyu pendant la Révolte des Mau Mau, ce qui a à son tour inspiré la stratégie "Manyatta" du Kenya indépendant contre les Somalis kenyans pendant la guerre des Shifta. Toutefois, la réinstallation forcée peut parfois être contre-productive, lorsqu'elle augmente le ressentiment au sein d'une population déjà rétive à l'encontre du régime au pouvoir.

## Stratégie économique
La villagisation peut également être utilisée dans le cadre d'un programme de collectivisation de l'agriculture et d'autres activités économiques, comme en Tanzanie lors de la mise en œuvre de la politique Ujamaa énoncée dans la Déclaration d'Arusha, et en Éthiopie, en particulier sous l'administration de Mengistu.